# Busy Body
Busy Body è il terzo album in studio del cantautore statunitense Luther Vandross, pubblicato nel 1983.

## Tracce
Side A
1. I Wanted Your Love – 5:42 (Luther Vandross, Marcus Miller)
2. Busy Body – 4:45 (Vandross, Miller)
3. I'll Let You Slide – 5:21 (Vandross, Miller)
4. Make Me a Believer – 5:26 (Vandross, Nat Adderley Jr.)

Side B
1. For the Sweetness of Your Love – 7:28 (Vandross, Miller)
2. How Many Times Can We Say Goodbye (Duetto con Dionne Warwick) – 3:25 (Steve Goldman)
3. Superstar/Until You Come Back to Me (That's What I'm Gonna Do) – 9:18 (Leon Russell, Bonnie Bramlett, Morris Broadnax, Clarence Paul, Stevie Wonder)